# Place ronde de Poltava
La place ronde (en ukrainien : Кругла площа), dans la ville de Poltava en Ukraine.

## Situation et accès
C'est l'une des plus grandes places d'Europe. Elle mesure 345 m de diamètre.

## Historique

Monument à la Gloire classé.

La place est inscrite au registre national des monuments immeubles d'Ukraine. 

## Bâtiments remarquables et lieux de mémoire

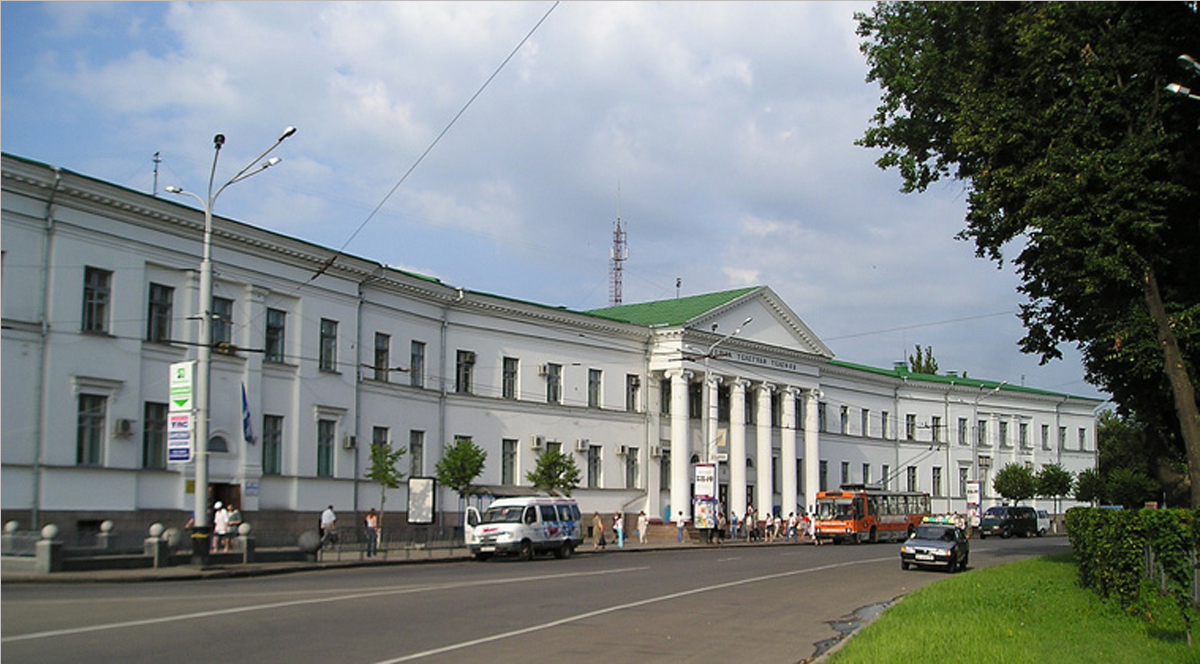
Bureau de poste classé.